# 聖ファレノ女学院
『聖ファレノ女学院』（せいファレノじょがくいん、英題：Saint Faleno Girls' School）は、YouTubeおよび聖ファレノ女学院公式サイトにて配信されるインターネットバラエティ番組。制作プロダクションはFALENO。

## 概要
U-NEXT独占先行配信のアダルトビデオメーカー「FALENO」（ファレノ）が製作するバラエティ番組。専属女優を生徒に見立て、ファレノ女学院（ファレ女）の生徒に「女性としての品格」「知識」「マナー」さらには「バラエティ力」などを学ばせ、Hで美しく面白い大人の女性を目指す。
担任役となるMCはマペットキャラクターである「チン八先生」。番組は入学面接という形式でチン八先生が女優に個別インタビューをするコーナーや教室のセットでHな授業を繰り広げるコーナー、教室外で運動会行う課外授業などで構成される。
基本的には専属女優は生徒として授業やホームルームに参加する形になるが、天使もえが保険の先生として別枠で出演したり、戸田真琴がチン八先生と2人で料理企画を行うなど授業に参加しない例外もある。また、グラビアアイドル枠を設けていた時期があったり、「姉さん」と呼ばれ番組初期から大活躍している友田彩也香が専属女優としての契約が終了した後も企画単体女優枠で出演し続けているなど、専属女優以外の出演も例外として存在する。2学期の配信開始より企画単体女優枠が新設され、6月20日の配信に椿りかが出演した（基本的に友田彩也香や沙月恵奈などの元FALENO専属のキカタン女優が出演）。
不定期で講師として著名な人物がゲスト出演しており、国語の授業では官能小説研究家のいしいのりえが、書道では書家の宇都鬼が講師として出演している。ユーチューブライターの所ひでは「単なる艶系番組ではなく、（専門家を招いているため）教養が深まる」コンテンツと論評している。
2020年11月17日更新分#25までは配信回がナンバリングされていたが、以降はナンバリングされていない。
配信開始からおよそ1年でYouTubeチャンネル登録者数が10万人を突破。しかしクリエイターアワードの申請が通らなかったため、図工の授業としてそれぞれ思い思いの"銀の盾"を紙粘土で制作する企画を行った。

## 沿革
2020年7月31日、天川そらの面接コーナーからFALENO公式YouTubeチャンネルで配信開始。
2020年12月24日より、U-NEXTで本編別編集版である『聖ファレノ女学院 全解禁SP』の配信を開始。2021年1月9日より配信予定日を毎週火,金から毎週火,土に変更する。
2021年10月3日からスピンオフチャンネル『ファレノ探偵団』を開始。
2022年1月配信分をもって通常回定期配信は途絶え、不定期になっていた配信も2023年の夏頃には更新が止まっていた。
2025年5月1日に公式Xアカウントが配信再開を発表。2年近くの休止を経て2学期として再開され、新メンバー（浜辺やよい）の面接回が5月9日に配信された。以降は隔週金曜日に配信されている。
2025年6月1日、『FALENO FES 2025』の企画として『聖ファレノ女学院オープンキャンパス』（授業回の公開収録）が開催され、昼の部の模様は6月20日に、夜の部の模様は7月4日にそれぞれ配信された。

## 出演者

### レギュラー
チン八先生
3年B組担任。基本的には番組のMCを務める。校訓は「清く！正しく！気持ちよく！」に生徒役の女優たちに厳しく接しようとするが、自由奔放さに四苦八苦している。保健の天使先生に会いに行くのが唯一の楽しみ。課外授業ではラジコンカーに乗って登場する。
黒子
文字通り黒子の格好をした、学園に神出鬼没に登場するキャラクター。番組アシスタント、ロケスタッフ、生徒の埋め合わせ役など様々や役目ができる一方、番組の課題を生徒より上手くやったり、課題に自ら進んで参加したり、果てはポールダンスロケの際、ダンサーに多額のチップを払った挙句ノリノリで観賞したりと調子に乗りすぎチン八先生や生徒から手痛い批判を買うこともある。本郷愛のいたずらで危うく顔を晒されそうになったことがある。

### 準レギュラー
原則公式サイト掲載順。
本郷愛 ‐ #3（2020年7月31日 ‐ ）
3か国語を話せるトリリンガル。「Gopro」などの撮影機材を持たせると他の生徒のスカートの中を映す、うちわを持たせたら黒子の素の姿を晒そうとするなどかなりの悪戯好き。耳が思春期。番組開始時は「二階堂夢」として出演。
時田亜美 ‐ （2022年4月8日 ‐ ）
通称「時ちゃん」。入学したばかりの最年少。礼儀正しく、真面目キャラで運動神経も良くチン八先生の最近のお気に入り。ピュアな心を持つファレ女の末妹。
天使もえ ‐ #7（2020年8月28日 ‐ ）
保健の先生。生徒との関係に悩むチン八先生を慰めたり、反省しに来た生徒にハリセンでお仕置きするのが御約束。他にも男性視聴者向けに知識を伝授することもある。巣作りが得意。
戸田真琴 ‐
元は「SOD学園」という他校の生徒だった転校生。文才もあり映画監督もできる才色兼備だが料理が苦手という意外過ぎる一面に着目した学園によって「お料理コーナー」がスタートしてしまい毎回危なっかしい進行にチン八先生を毎度ひやひやさせている。しかし味自体は美味しいとのこと。ホームルームには出ず、レギュラー以降は料理教室のみに出演。リアクションが古い。
三葉ちはる ‐
新入生組のひとり。趣味はプールで裸体観察。宅は毎回ミュージカル。
神木蘭 ‐
新入生組のひとり。毎日お寿司のガチ勢。透けた服で夜の巷を徘徊。
水川潤 ‐
新入生組のひとり。バラエティ慣れしている。透けた服で夜の巷を徘徊。
いちか先生 ‐
新入生組のひとり。生徒だけど先生。ファレ女最速3分でビショ濡れ。
橘京花 ‐
新入生組のひとり。生徒だけど人妻。自衛隊入隊経験あり。
杏奈 ‐（2022年4月15日 ‐ ）
新入生組のひとり。勃◯資格を持っている。
吉高寧々 ‐ #4（2020年8月7日 ‐ ）
マドンナ的役割の生徒。「持ち物検査」の回でカバンをチェックした際に堀江貴文の啓発本が出てきたためチン八先生に驚かれた。声がかわいい、笑顔がかわいい、とにかくかわいい。
夏木りん ‐
特技はけん玉と変顔。
天国るる ‐
週5でシャトーブリアン。
本田もも ‐
とにかく大食い。
吉岡ひより ‐
あざとい系女子。ファレ女イチのメンドくさがり屋説あり。
桃尻かなめ ‐ #8（2020年9月4日 ‐ ）
実家が貧乏の苦労人。「持ち物検査」の回でダイエット中にもかかわらず大量の菓子パンが出て来たり、ナスの形をした「大人のおもちゃ」が出てきてチン八先生のみならず他の生徒を啞然とさせた。
友田彩也香 ‐ #9（2020年9月11日 ‐ ）
ほぼ全ての回に出演している「みんなの姐さん」。女優のキャリアも長く、他の生徒よりエロさに歴然の差があるが、時に暴走しすぎるため最もチン八先生を悩ませる生徒。「姐さん」「保護者」「オバサン」などと呼ばれるためそのたびに反論している。
美乃すずめ ‐ #6（2020年8月21日 ‐ ）
恋愛不得手のこじらせ女子。ある収録回にノーパンで参加しチン八先生を怒らせた。ある日を境に語尾が「～ないんでぃあんす」になる。
七海ティナ ‐
マッスルムードメーカー。
沙月恵奈 ‐ #12（2020年9月24日 ‐ 2021年8月・2025年7月4日 ‐ ）
ホワ～ンとしたキャラが特徴。面接の際にぎこちないダンスを踊らされる羽目になる。
2021年9月をもって専属契約終了・企画単体女優転向後、『聖ファレノ女学院オープンキャンパス』の夜の部にて約4年振りに出演した。
川北メイサ ‐ （2020年12月15日 ‐ 2021年8月）
自称バカ。漢字が苦手なピュアっ娘。
白坂有以 ‐ #17（2020年10月20日 ‐ 2021年9月）
前職は敏腕探偵。ある回で馬の被り物をかぶって以降、時々被るようになってしまい、天使先生の呼び出しの際もその格好で現れドン引きされてしまう。
天川そら ‐ #1（2020年7月31日 ‐ 2021年8月）
団地妻を夢見る生徒。
椎名そら ‐ #5（2020年8月14日 ‐ 2021年8月）
男勝りな女学院の番長。男子も女子も恋愛対象で、その男気は女生徒に人気。
神木サラ ‐ #13（2020年9月15日 ‐ ）
自己催眠で陽キャにふるまう生徒。全てのアピールポイントがクレイジー

## 主なコーナー

### 入学面接
入学を志望する生徒（新人女優）とチン八先生との面談を行う。

### ホームルーム
メインコーナー。教室セットを用いて「3年B組」の授業という形で行われるトークコーナー。選抜された生徒6人ほどが出演。稀にゲスト講師が参加する場合もあり、課外授業と称し、教室を飛び出したロケ企画も行われる。

### ファレノ女学院の休み時間
ホームルーム出演生徒のみで行われるショートコーナー。チン八先生は出演しない。

### 保健の授業
天使もえ扮する保健の先生を主軸としたトークコーナー。チン八先生と天使のみの場合、「ホームルームの反省会」として指名された生徒を交えて行われる場合がある。別名「天使先生の保健室だより」。

### 戸田真琴のお料理教室♡
転校生・戸田真琴によるクッキングコーナー。レシピは英語のリスニングで行われる。

## スタッフ
- 制作：FALENO

## スピンオフ

### ウェブコラム
- 天使もえ本気のお悩み相談コーナー「裸をまとう」（2021年1月8日[19]‐、メンズサイゾー）
  - 本番組の保健の先生設定がそのまま踏襲されている。メンズサイゾー編集部曰く「便乗」[19]。FALENOも取材協力している[19]。

### 配信
- ファレノ探偵団（2021年10月3日‐、ファレノ探偵団YouTubeチャンネル）
  - 専属女優陣がセクシー探偵、FALENO ANGELとなり、ロケーションレポートを中心とした任務を遂行する探偵バラエティ[9]。